# شالي أباد (بيرانشهر)
شالي أباد هي قرية في مقاطعة بيرانشهر، إيران. عدد سكان هذه القرية هو 100 في سنة 2006.